# Glannes
Glannes ist eine französische Gemeinde im Département Marne in der Region Grand Est. Sie hat eine Fläche von 13,1 km² und 184 Einwohner (2022).
Die Gemeinde liegt an der Guenelle, drei Kilometer südwestlich von Vitry-le-François und wird umgeben von den Nachbargemeinden Blacy, Frignicourt, Huiron und Sompuis.

## Geschichte
Der Ort wurde im Ersten Weltkrieg fast vollständig zerstört.

## Bevölkerungsentwicklung
| Jahr                       | 1962 | 1968 | 1975 | 1982 | 1990 | 1999 | 2007 | 2012 | 2018 |
| -------------------------- | ---- | ---- | ---- | ---- | ---- | ---- | ---- | ---- | ---- |
| Einwohner                  | 161  | 138  | 137  | 133  | 172  | 149  | 159  | 179  | 188  |
| Quellen: Cassini und INSEE |      |      |      |      |      |      |      |      |      |